# Ilex ficoidea
{{#ifeq:0|0|{{#if:Ilex ficoidea|{{#if:|[[]}}|[[]]}}}}
Ilex ficoidea — вид квіткових рослин з родини падубових.

## Морфологічна характеристика
Це вічнозелений кущ чи дерево 2–12 метрів заввишки. Молоді гілочки поздовжньо кутасті й борозенчасті, голі; гілочки старше другого року жовто-коричневі чи бурі, гладкі. Прилистки дуже малі. Ніжка листка 6–10 мм, поперечно-смугована, адаксіально (верх) борозенчаста. Листова пластина адаксіально насичено-зелена, блискуча, еліптична, довгаста, яйцеподібна чи обернено-яйцювато-еліптична, 4.5–10 × 1.5–3.5 см, обидві поверхні голі, неправильно городчасто-пилчастий, верхівки зубів чорні та злегка загнуті коли висихають, верхівка різко довга хвостата, загостреність ≈ 1.5 см. Плід червоний, кулястий чи майже так, 5–7 мм у діаметрі. Квітне у березні — травні; плодить у серпні — листопаді.

## Поширення
Ареал: пд.-сх. Китай, Тайвань, пн. В'єтнам. Населяє вічнозелені широколисті ліси, зарості, узлісся, рідколісся, гори.

## Використання
Коріння використовують при лікуванні гепатиту і травматичних ушкоджень.